# 16 март
16 март е 75-ият ден в годината според григорианския календар (76-и през високосна). Остават 290 дни до края на годината.

## Събития
- 1521 г. – Фернандо Магелан пристига на Филипините, пресичайки Тихия океан.
- 1769 г. – Френският мореплавател Луи Антоан дьо Бугенвил завършва околосветското си пътешествие в пристанище Сен Мало.
- 1792 г. – Извършен е атентат срещу краля на Швеция Густав III, който умира 2 седмици по-късно.
- 1802 г. – Създадена е американската военна академия Уест Пойнт.
- 1907 г. – Съставено е 29-ото правителство на България, начело с Петър Гудев.
- 1911 г. – Иван Гешов става министър-председател на България.
- 1913 г. – След обединение на няколко по-малки варненски футболни клуба е създаден СК Тича, като датата се приема и за дата на основаването на ПФК Черно море.
- 1917 г. – Приключва Февруарската революция и е създадено Временното руско правителство.

- 1925 г. – Изменен е Законът за защита на държавата.
- 1935 г. – В нарушение на Версайския договор Нацистка Германия въвежда всеобща военна повинност, а германските въоръжени сили получават името Вермахт.
- 1939 г. – В кралския дворец в Прага Адолф Хитлер обявява Бохемия и Моравия за германски протекторат.
- 1945 г. – Втората световна война: Британската авиация извършва масирана бомбардировка на германския град Вюрцбург – за 20 минути са разрушени 90% от сградите и загиват над 5000 жители.
- 1962 г. – Самолетът при полет 739 на „Флайинг Тайгър Лайн“ изчезва над Тихия океан със 107 военни пътници и екипаж. Следи от самолета, като и от пътниците не са намерени.

- 1963 г. – При изригване на вулкана Агунг на остров Бали (Индонезия) загиват около 2100 души.
- 1969 г. – Самолетът при полет 742 на VIASA катастрофира в Маракайбо, Венецуела и убивайки 155 души, 71 от които на земята.
- 1978 г. – Самолет Ту-134 на БГА Балкан катастрофира край селата Тлачене и Габаре, извършвайки редовен полет София – Варшава, при което загиват 73-ма души – 27 българи, 39 поляци и 7-членният екипаж.
- 1978 г. – Премиерът на Италия Алдо Моро е отвлечен от лява терористична групировка и по-късно убит.
- 1988 г. – Ирано-иракска война: Град Халабджа в Ирак е атакуван от режима на Саддам Хюсеин с бойни отровни газове, в резултат на което загиват 5000 кюрди.
- 1994 г. – Йозеф Моравчик става министър-председател на Словакия.
- 1995 г. – Норман Тагард става първият американски астронавт, стъпил на съветска орбитална станция.
- 1995 г. – Мисисипи става последният американски щат, който ратифицира 13-ата поправка в Конституцията, забраняваща робството.
- 1998 г. – Папа Йоан Павел II поднася извинението на Ватикана за мълчанието на Римокатолическата църква по времето на Холокоста през Втората световна война.
- 2001 г. – Съгласно статистиката във Великобритания, това е единственият ден между 1993 и 2002 г., в който не е регистрирано самоубийство.

## Родени
- 1687 г. – София-Доротея фон Брауншвайг-Люнебург, кралица на Прусия († 1757 г.)
- 1750 г. – Каролин Хершел, британска астрономка от германски произход († 1848 г.)
- 1751 г. – Джеймс Мадисън, 4-ти президент на САЩ († 1836 г.)
- 1774 г. – Матю Флиндърс, британски мореплавател и изследовател († 1814 г.)
- 1789 г. – Георг Ом, германски физик († 1854 г.)
- 1794 г. – Ами Буе, френски геолог († 1881 г.)
- 1839 г. – Рене Сюли Прюдом, френски поет, Нобелов лауреат († 1907 г.)
- 1853 г. – Хайнрих Кайзер, германски физик († 1940 г.)
- 1859 г. – Александър Попов, руски учен († 1906 г.)
- 1868 г. – Максим Горки, руски писател († 1936 г.)
- 1873 г. – Михаил Чаков, български революционер († 1938 г.)
- 1877 г. – Реза Шах Пахлави, ирански шах († 1941 г.)
- 1879 г. – Григор Чешмеджиев, български политик († 1945 г.)
- 1884 г. – Александър Беляев, руски писател († 1942 г.)
- 1892 г. – Сесар Вайехо, перуански поет († 1938 г.)
- 1900 г. – Менча Кърничева, българска революционерка († 1964 г.)
- 1911 г. – Йозеф Менгеле, германски лекар, военнопрестъпник († 1979 г.)
- 1912 г. – Патриша Никсън, първа дама на САЩ (1969 – 1974) († 1993 г.)
- 1913 г. – Димитър Тишин, български писател († 1992 г.)
- 1915 г. – Кунихико Кодаира, японски математик († 1997 г.)
- 1918 г. – Фредерик Рейнс, американски физик, Нобелов лауреат през 1995 г. († 1998 г.)
- 1920 г. – Денчо Знеполски, деец на БКП, партизанин, военен деец († 1989 г.)
- 1920 г. – Иван Гайдарджиев, български актьор († 2005 г.)
- 1922 г. – Вела Пеева, българска партизанка († 1944 г.)
- 1926 г. – Джери Люис, американски артист († 2017 г.)
- 1927 г. – Владимир Комаров, съветски космонавт († 1967 г.)
- 1932 г. – Методи Андонов, български театрален и филмов режисьор († 1974 г.)
- 1937 г. – Янко Динков, български футболист и треньор
- 1941 г. – Бернардо Бертолучи, италиански режисьор († 2018 г.)
- 1948 г. – Маргарет Вайс, американска писателка
- 1952 г. – Алис Хофман, американска писателка
- 1953 г. – Ричард Столман, американски активист за свободен софтуер
- 1953 г. – Изабел Юпер, френска актриса
- 1955 г. – Бруно Барето, бразилски режисьор
- 1966 г. – Дирк фон Петерсдорф, немски писател
- 1967 г. – Лорън Греъм, американска актриса
- 1970 г. – Михаил Христов, български футболист
- 1976 г. – Джу Чън, китайска шахматистка
- 1976 г. – Силвия Трендафилова, българска журналистка
- 1985 г. – Делян Маджаров, български политолог и политик
- 1990 г. – Александър Методиев, български футболист
- 1986 г. – Светозар Кнезовски, български актьор
- 1997 г. – Небие Кабак, български политик

## Починали
- 37 г. – Тиберий, римски император (* 42 пр.н.е.)
- 455 г. – Валентиниан III, римски император (* 419 г.)
- 1457 г. – Ласло Хуниади, унгарски държавник (* 1433 г.)
- 1736 г. – Джовани Батиста Перголези, италиански композитор (* 1710 г.)
- 1801 г. – Александра Павловна, велика руска княгиня (* 1783 г.)
- 1839 г. – Август Циволка, руски изследовател (* 1810 г.)
- 1861 г. – Виктория фон Сакс-Кобург-Заалфелд, херцогиня на Кент (* 1786 г.)
- 1888 г. – Иполит Карно, френски политик (* 1801 г.)
- 1898 г. – Обри Биърдсли, английски художник (* 1872 г.)
- 1903 г. – Рой Бийн, американски съдия (* 1825 г.)
- 1914 г. – Шарл Албер Гоба, швейцарски политик, Нобелов лауреат през 1902 г. (* 1843 г.)
- 1914 г. – Джон Мъри, британски океанограф (* 1841 г.)
- 1915 г. – Иван Илиев, български революционер (* 1850 г.)
- 1923 г. – Александър Лодигин, руски електротехник (* 1847 г.)
- 1925 г. – Август фон Васерман, немски бактериолог (* 1866 г.)
- 1930 г. – Мигел Примо де Ривера, испански диктатор (* 1870 г.)
- 1935 г. – Джон Маклеод, шотландски физик, Нобелов лауреат през 1923 г. (* 1876 г.)
- 1935 г. – Арон Нимцович, датски шахматист (* 1886 г.)
- 1937 г. – Мара Белчева, българска поетеса (* 1868 г.)
- 1940 г. – Селма Лагерльоф, шведска писателка и Нобелов лауреат през 1909 г. (* 1858 г.)
- 1942 г. – Яков Перелман, руски научен популяризатор (* 1882 г.)
- 1943 г. – Жорж Жиро, френски математик (* 1889 г.)
- 1957 г. – Константин Брънкуш, румънски скулптор (* 1876 г.)
- 1958 г. – Никола Ганушев, български художник (* 1889 г.)
- 1979 г. – Жан Моне, френски държавник (* 1888 г.)
- 1992 г. – Ив Рокар, френски физик (* 1903 г.)
- 1995 г. – Рашко Сугарев, български писател (* 1941 г.)
- 1998 г. – Дерек Бартън, британски химик, Нобелов лауреат през 1969 г. (* 1918 г.)
- 2000 г. – Азаря Поликаров, български философ (* 1921 г.)
- 2010 г. – Ксения Пайчин, сръбска певица (* 1977 г.)

## Празници
- Ден на астрономическите обсерватории (отбелязва се от 1990 г., първо в Италия)
- Боен празник на 4-ти Плевенски полк